# 1963年のテレビ (日本)
1963年のテレビ（1963ねんのテレビ）では、1963年（昭和38年）の日本におけるテレビジョン放送全般の動向についてまとめる。

## 主なできごと
11月23日、日米間初の人工衛星を使用した衛星中継試験放送が行われる。
その際、当時の米大統領、ジョン・F・ケネディが、テキサス州ダラスにて暗殺により死亡したニュース速報が伝えられる。
福島テレビが開局
他の地方地域より約4年遅れて、福島県初の民放テレビ局が誕生。地方局最後のアナログVHF親局のテレビ局となる。
NHK教育テレビが熊本・岡山・山梨・宮崎の各県と、北海道の北見地方で開局。
これで、同テレビは北海道内の全放送局で放送開始を完了する。
翌年の東京オリンピックを控え、甲信越及び中部地区のNHK総合テレビのカラー放送開始が完了。
12月1日に電電公社が、テレビネット回線の東日本ループのカラー対応の高規格化を完成。これを受け、同月16日に、甲信越及び中部地方のNHK総合テレビのカラー化が完了する、更に同日、名古屋での教育テレビのカラー放送も開始。
テレビ番組
- NHK総合で、NHK大河ドラマ放送開始（この年の第1作は『花の生涯』）。
- フジテレビで、国産30分テレビアニメシリーズ第1号、手塚治虫原作の『鉄腕アトム』が放送開始。
- 『キユーピー3分クッキング』が、昨年の中部日本放送（CBC、JNN系列）に続き、この年から日本テレビ系でもCBCとは制作・内容共に独立した「日本テレビ版」で放送を開始（共に2025年現在も継続中）。
- その他、以下のレギュラー番組が放送を開始。この年も後に長寿番組となる番組が相次いで誕生した。
  - NHK総合:『あなたのメロディー』、『明るい農村』、『新日本紀行』
  - 日本テレビ:『底ぬけ脱線ゲーム』、『ロンパールーム』
  - NET:『大正テレビ寄席』
  - 朝日放送:『夫婦善哉（テレビ版）』
  - 毎日放送:『アップダウンクイズ』、『がっちり買いまショウ』、『野生の王国』

テレビ普及率
日本におけるテレビ普及率が88.7%へ上昇。
視聴率
- TBS[注 1]がこの年の年間視聴率で、ゴールデンタイム（19〜22時までの時間帯）の視聴率がトップとなる。以後、1981年までの19年間、連続して首位の座を維持することとなった（ビデオリサーチ調べ）。
- また、NHKがこの年の年間視聴率で、全日帯（6〜24時までの時間帯）の視聴率がトップとなる。以後、1986年までの24年間、連続して首位の座を維持することとなった（同上）。

技術
- TBSが9月1日、テレビ番組自動送出装置（APS）の運用を開始。
- 国産のビデオテープが初めて放送に使われる（NHK総合 連続テレビ小説『あかつき』11月16日放送にて）。

## 番組関係のできごと
1月
- 1日 - フジテレビ系にて、国産30分テレビアニメシリーズ第1号[注 2]『鉄腕アトム』（手塚治虫原作）放送開始（ - 1966年12月31日。明治製菓〈後の明治〉一社提供）。[4]
- 5日 - NHK総合、米CBSのテレビ映画『看護婦物語』放送開始。同年8月10日まで第1シリーズが放送され、その後第2シリーズが翌1964年3月14日から1965年7月25日まで放送された。[4]
- 9日 - NHK総合、『海外取材番組』にて「世界の青年」が放送開始（ - 3月27日、全12回）。[4]
- 21日 - 料理番組『キユーピー3分クッキング』（キユーピー一社提供）が、昨年JNN系列の中部日本放送（CBC）（加盟地方局へネット。キー局のTBS、準キー局ABC（当時）を含む一部加盟局は非ネット）に続き、この日から日本テレビ系列でもCBCとは制作・内容共に独立した「日本テレビ版」として放送開始（読売テレビ放送を含め、日テレ系の地方局にネット。2025年現在も継続中）。[注 3]

2月
- 2日 - NHK総合、「三八豪雪（さんぱちごうせつ）」に伴う特別番組『大雪のつめあと― 緊急対策と今後の課題』を放送。[4][5]
- 21～24日 - NHK教育、『1963年スピードスケート世界選手権大会』の模様を、軽井沢スケートセンターから中継。[4]
- 28日 - 中部日本放送と東海テレビ、「吉田岩窟王事件」の名古屋高等裁判所での再審公判判決で特別番組を編成、開廷3分前まで初の法廷内のテレビ中継を実施。[4]

3月
- 10日 - 日本テレビとTBS、この日から開催の大相撲春場所（於:大阪府立体育会館）の中継を、同一スポンサー・同一画面にて輪番制で実施。[4]
- 23日 - NHK総合で、視聴者が作詞・作曲した楽曲をプロの歌手が歌唱し、プロの作詞家・作曲家によって優劣を競う、カラー放送の音楽番組『あなたのメロディー』放送開始[4][6][7]。同番組から「空よ」（歌唱：トワ・エ・モワ）や「与作」（歌唱：北島三郎）といったヒット曲が生まれた（ - 1985年3月21日）。

4月
- 1日 - NHKが番組改定。総合・教育共定時番組を増加、朝のローカル放送番組新設。[4]
  - NHK総合
    - 農業情報番組『明るい農村』放送開始（ - 1985年3月31日）。[4]
    - 連続テレビ小説第3作『あかつき』放送開始（ - 1964年4月4日）。[4]
    - 『きょうのニュース』で、アイドホールの使用を開始。[4]

  - NHK教育、この日NHK学園高等学校が開校したのを受け、ラジオ第2放送と共に『通信高校講座』の放送を開始。[4]
- 3日 - NHK総合、『海外取材番組』で「ヨーロッパ新時代」が放送開始（ - 6月26日、全13回）。[4]
- 7日
  - NHK総合
    - NHK大河ドラマ放送開始（2025年現在も継続中）。その記念すべき第1作となる『花の生涯』を放送（ - 12月29日）[注 4]。[4]
    - 米NBC制作で、ミッチ・ミラーがメインのカラー音楽番組『ミッチと歌おう』放送開始。[4][6]

  - NHK教育
    - 科学をテーマにした番組『みんなの科学』が、2年ぶりに教育テレビに移行して再開。[4]
    - 10代を対象に日常生活に生じる問題点や関心事をテーマとしたスタジオ討論番組『われら10代』放送開始（ - 1966年3月）。[4]
- 16日 - 日本テレビ系、ドラマ『男嫌い』放送開始（ - 1964年4月7日、全52回。脚本:八木柊一郎、出演:越路吹雪・淡路恵子・岸田今日子・横山道代・坂本九 ほか）。[4]
- 26日 - 日本テレビ系、この日の『ノンフィクション劇場』にて、当時社会問題と化していた薬害“サリドマイド禍”によって生まれた、男の赤ん坊のひとりの手術を克明に記録した「愛の手術実況中継」を放送。[4]
- 30日 - フジテレビ系、『テレビ結婚式』がこの日の放送で第200回を迎え、その記念に50組の集団結婚式を放送。[4]

5月
- 12日 - TBS系列、第18回毎日マラソンのテレビ（独占）中継にて、日本初のマラソン完全中継を行う。[4][8]
- 29日 - NHK総合、NHKホール（内幸町）から『タイ国王・王妃両陛下訪日記念特別演奏会』を中継放送。番組内では、タイ国王の御作品も演奏された。[4][9]

6月
- 2日 - 日本テレビ系にて、芸能人が体を張ったゲームに挑戦するバラエティ番組『底ぬけ脱線ゲーム』が放送開始（ロート製薬一社提供）。金原二郎（当時日本テレビアナウンサー）の司会で親しまれた（ - 1973年1月25日）。
- 3日 - TBS系、ドラマ『図々しい奴』放送開始（ - 9月9日、全15回。原作:柴田錬三郎、出演:丸井太郎 ほか）。根性ものドラマのはしりとなり、8月5日と9月9日の放送では最高視聴率45.1%（ビデオリサーチ・関東地区調べ）[10]を記録した。[4]
- 5日 - NHK総合、黒部ダムから水を引いて発電を行っている黒部川第四発電所がこの日竣工式を挙行したのを受け、特別番組『黒四完成』を放送。大汝山（立山）山頂・ヘリコプター・ダムサイト・地下発電所などから中継を行った。[4][11]
- 12日 - NETテレビ（後のテレビ朝日）系にて、大正製薬の一社提供で牧伸二司会の演芸番組『大正テレビ寄席』が放送開始（ - 1978年6月25日）。[4]

7月
- 3日
  - NHK総合、『海外取材番組』で「南アメリカの自然」が放送開始（ - 9月25日、全13回）。[4]
  - 日本テレビ系にて、石原裕次郎出演、石原プロモーション製作[12]のカラー放送によるトーク番組『今晩は裕次郎です』放送開始（サッポロビール[13]の一社提供、 - 1964年1月28日）。この頃から、映画界の大物スターがテレビ出演するようになる。[4]
- 6日 - NHK総合、『夢であいましょう』の「今月のうた」のコーナーで、梓みちよの歌による「こんにちは赤ちゃん」（作詞:永六輔、作曲:中村八大）がこの月毎週放送[4]。譜面の視聴者プレゼントへ週に1万通を超える応募が殺到する[14]等の大反響から同年11月1日、キングレコードよりシングルレコードが発売[注 5]されると、100万枚を超える[15]（120万枚[16]とも）空前の大ヒットとなり、梓は本曲で同年の第5回日本レコード大賞を受賞[4]、第14回NHK紅白歌合戦にも本曲で初出場を果たした。
- 21日 - NHK総合、この日暗い午前中に皆既日食が北海道で起こることを受け、普段は放送休止時間の午前3時45分から40分間に渡り、北海道網走観測基地及び上空から、特別番組『黒い太陽が昇る』を中継放送[4][17]。中継には、超小型テレビカメラ（1/2インチ・ビジコン管）とアンテナ自動指向装置を使用[4]。午前8時半からは、収録した皆既日食の模様を再放送した[18]。

8月
- 2日 - 朝日放送（後の朝日放送テレビ）[注 6]製作・TBS系にて、ミヤコ蝶々と南都雄二の司会によるトーク番組『夫婦善哉』のテレビ版が放送開始[注 7]（ - 1975年9月27日）。[4]
- 5日 - 日本テレビ、同局がスタジオ契約を結んでいる後楽園ホールのカラー化が完成[19]。これに伴い、同ホールで収録している『私のクイズ』、『歌のグランプリショー』、『底ぬけ脱線ゲーム』等がカラー化される[注 8][20]。
- 15日 - NHK総合、日比谷公会堂から、『第1回全国戦没者追悼式』を中継放送[4]。以後毎年放送される。
- 24日 - NHK総合、『第11回 世界連邦世界大会 開会式』を東京文化会館から中継放送。[4][21]

9月
- 4日 - フジテレビにて、史上初となる深夜アニメ『仙人部落』（原作：小島功）が放送開始（ - 1964年2月23日）。
- 12日 - 「松川事件」に於ける検察庁の（再）上告審の判決公判が最高裁判所で行われ、最高裁は検察庁の上告を棄却、被告人全員の無罪が確定。これを受け、NHK総合・民放各局が、最高裁からの中継等の特別報道番組を放送。[4]
- 16日 - TBS系、小豆の相場師を主人公としたドラマ『赤いダイヤ』放送開始（ - 12月9日。作:梶山季之、出演:野際陽子・大辻伺郎 ほか）。[4]

10月
- 2日
  - NHK総合、『海外取材番組』で「アフリカ」が放送開始（ -1964年1月15日、全15回）。[4]
  - TBS系、『水曜劇場』にて、ドラマ『こちら社会部』放送開始（ - 12月18日、全12回。出演:宇野重吉 ほか）[4]。第2回テレビ記者会賞受賞[4]。放送は当初23回であったが、様々な事情が重なり12回で打ち切られた（詳細は番組の項目を参照）。
- 6日 - 毎日放送製作・NETテレビ系にて、ロート製薬一社提供のクイズ番組『アップダウンクイズ』放送開始[注 9]。初代司会者は喜劇俳優の市村俊幸が務めたが、後に毎日放送アナウンサー（当時）の小池清に交代する[注 10]（ - 1985年10月6日）。[4]
- 7日
  - NHK総合にて、紀行番組『新日本紀行』放送開始（ - 1982年3月10日）。[4]
  - 日本テレビ系にて、子供番組『ロンパールーム』放送開始。[4]
- 10日 - フジテレビ系にて、連続テレビ時代劇『三匹の侍』放送開始（ - 1966年4月7日）。[4]
- 11日 - NHK総合、東京国際スポーツ大会の模様を同月16日まで連日中継。特にこの日に国立競技場で行われた開会式は、カラーで放送された。[4][22]
- 17日 - 日本テレビ系にて、初の1時間歌謡番組『百万ドルの饗宴』放送開始（カラー、 - 1966年10月）。
- 20日 - フジテレビ系にて、横山光輝原作のロボットヒーローアニメ『鉄人28号』（江崎グリコ一社提供）放映開始（ - 1966年5月25日）。

11月
- 6～8日 - NHK総合、『海外取材番組』が番組初のカラー取材を含む「カラコルムへの道」を3夜連続でカラー放送（モノクロとカラーが混在するパートカラー番組）。[4][23]
- 7日 - TBS系にて、平井和正原作・桑田次郎作画の漫画を原作としたSFヒーローアニメ『エイトマン』（丸美屋食品工業一社提供）放映開始（ - 1964年12月31日）。
- 8日
  - NHK総合、同月21日投票の「第30回衆議院議員総選挙」に伴い、候補者の経歴放送（顔写真入り）を開始。[4]
  - NHK教育、教育テレビ初のキャンペーンドラマとして、大阪放送局制作のドラマ特別番組『繁栄の底流』放送開始（ - 12月27日、全8回）。[4]
- 9日 - この日、三池炭鉱爆発事故、鶴見二重衝突事故と重大事故が立て続けに発生したのを受け、NHK総合、民放各社が翌10日まで特設ニュースや特別報道番組を編成。[4]
- 16日 - この日の連続テレビ小説『あかつき』の放送にて、日本製のビデオテープ（富士フィルム製）を初使用（それまでは全て米3M製の輸入品のみだった）。[24]
- 23日 - 人工衛星を使用した 日本 -  アメリカ合衆国間の衛星中継試験放送を実施、その特別番組をNHK・民放共に放送。その際速報で、ジョン・フィッツジェラルド・ケネディアメリカ合衆国大統領が、テキサス州ダラスにて暗殺により死亡したニュース（ケネディ大統領暗殺事件）を米からの回線により、日本に第一報を伝えることとなった。その第一報を伝えたのは、当時毎日放送北米支局にいたニューヨーク駐在員、前田治郎だった。[注 11][4][25]
- 24日 - NET系にて、東映動画（後の東映アニメーション）製作によるテレビアニメ第1号『狼少年ケン』（森永製菓一社提供）放映開始（ - 1965年8月16日）。
- 27日 - 日本テレビ系、ドキュメンタリー『ノンフィクション劇場』にて「水と風」放送。後にカンヌ国際テレビフィルム特別審査員賞を受賞する。[4]
- 29日 - NET系、米ABCとの提携による衛星中継特番『スポーツは世界のことば』放送。[4]

12月
- 1日 - 毎日放送製作・NETテレビ系にて、夢路いとし・喜味こいし司会によるゲームバラエティ番組『がっちり買いまショウ』[注 12]放送開始[注 9]（ - 1975年11月30日）。
- 12日 - 毎日放送製作・NETテレビ系にて、動物をテーマとした教養ドキュメンタリー番組『野生の王国』放送開始[注 9]（ - 1990年9月21日）。
- 26～28日 - NHK総合、当時日本とは国交が無かった中華人民共和国をNHKが特別取材した報道特集番組『中華人民共和国』を3日間連続で放送（翌年1月19日には総集編を放送）。[4][26]
- 27日 - TBS系にて『第5回日本レコード大賞』放送。大賞は梓みちよの「こんにちは赤ちゃん」[4]。梓はソロの女性歌手では初の大賞受賞。
- 31日 - NHK総合、第14回NHK紅白歌合戦放送。81.4%という驚異的な視聴率を記録（関東地区、ビデオリサーチ調べ）[注 13]。[4]

## その他テレビに関する話題
- 1月16日 - 日活の看板俳優だった石原裕次郎（俳優・歌手）が芸能事務所・石原プロモーションを設立（2021年の同日に会社解散）[27][28]。
- 2月10日 - 福岡県北九州市が発足したのに伴い、NHK小倉放送局（旧小倉市）が「NHK北九州放送局」に名称を変更。

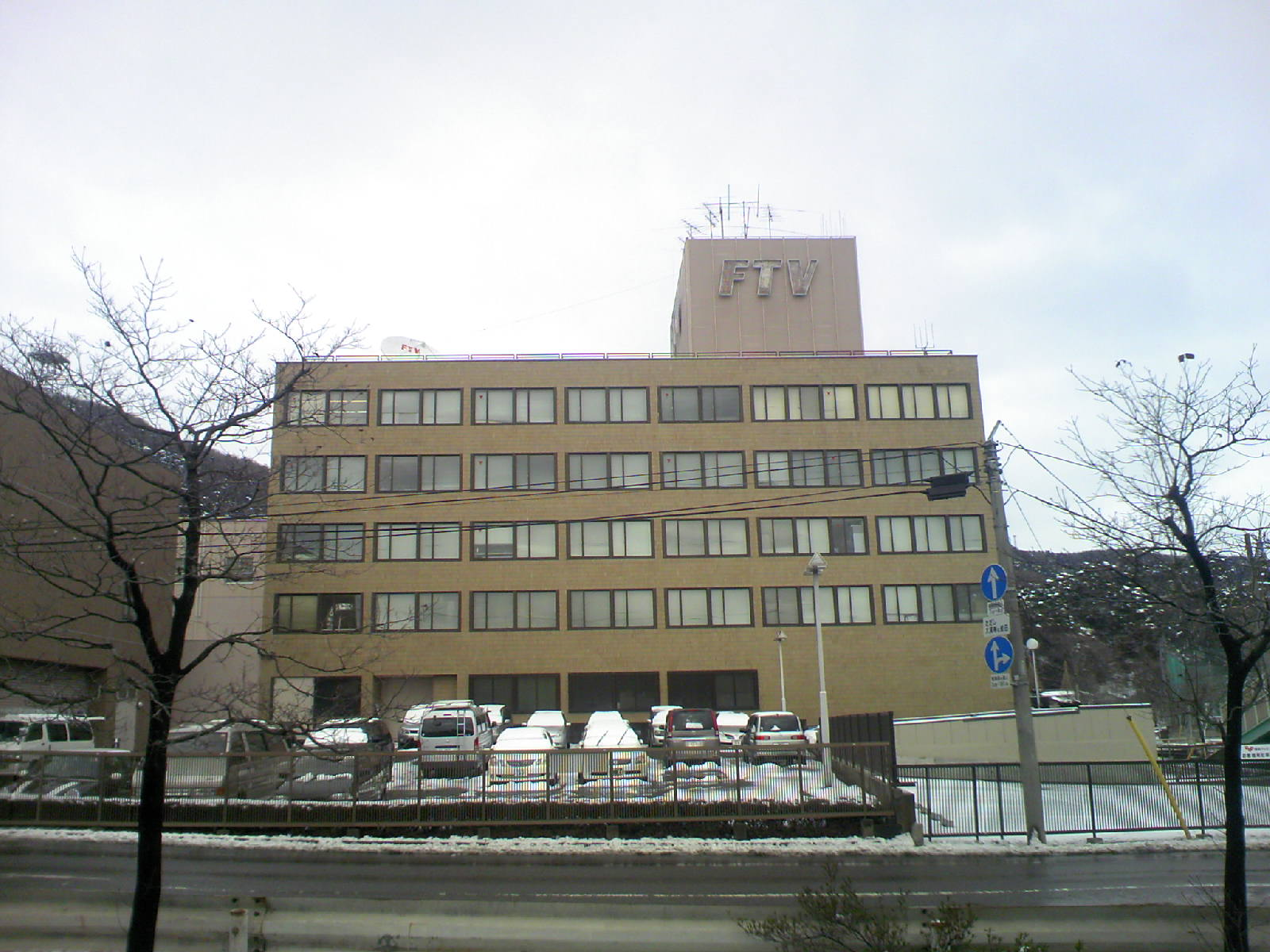
福島テレビ開局（4月1日。写真は旧本社）

- 4月1日 - 福島テレビ（FTV）開局。地方局最後のアナログVHF親局のテレビ局となった[注 14]。[4]
- 6月10日 - 鹿児島県の離島、奄美大島へテレビネット回線が開通したことを受け、この日NHK鹿児島放送局の総合テレビが奄美群島では初めて、名瀬市（当時）の名瀬中継局からテレビ放送を開始（同年11月1日には、教育テレビの放送も開始）。[4][29]
- 8月19日 - 邦画5社（東宝・新東宝・松竹・東映・日活）、劇映画のテレビ放出制限を廃止。[4]
- 9月1日 - TBS、テレビ番組自動送出装置（APS）の運用を開始。[4][8][30]
- 9月28日 - 電電公社、本土 - 沖縄間のマイクロ波テレビネット回線が完成、テレビ中継が可能となる（翌1964年9月1日に使用開始）。[4]
- 11月1日 - TBS、全日放送開始。[8][30]
- 12月1日 - 電電公社、テレビネット回線の東日本ループ（東名阪・北陸・信越廻り）[注 15]のカラー対応の高規格化整備が完成[1][2][3][4][31]。
  - これにより、NHK教育テレビの回線が初めてカラー対応となり、同ループ内のカラー同時ネットが可能となる。これを受け、今までNHK大阪放送局で行われていた教育テレビのカラー番組の事前素材送り放送が廃止となる。
- 12月16日 - 前述の電電公社のテレビネット回線の東日本ループのカラー対応化を受け、NHK名古屋中央放送局の総合及び教育テレビと、本部管下の甲信越の各地方局及び中部地区内の静岡県内の総合テレビで、一斉にカラー放送開始（詳細は、「既存局のカラー放送開始」の項を参照のこと）[1][2][4]。(本部管下及び名古屋中央局管内の教育テレビカラー放送未実施局は、翌年4月1日に教育のカラー放送を開始[32]。)

## 開局
- 2月14日 - NHK熊本教育テレビジョン[4]
- 4月1日 - 福島テレビ[注 14](カラー放送は未実施)[4]
- 6月29日 - NHK岡山教育テレビジョン[33]
- 12月1日
  - NHK北見教育テレビジョン[31]
  - NHK甲府教育テレビジョン[31]
  - NHK宮崎教育テレビジョン[31]

## 既存局のカラー放送開始
- 12月16日
  - NHK総合テレビ…長野、新潟、甲府（ここまで本部管下）、名古屋中央、静岡、浜松[1][4]
  - NHK教育テレビ…名古屋中央[1][4]

## 視聴率
（関東地区、ビデオリサーチ調べ）
1. 第14回NHK紅白歌合戦（NHK総合、12月31日）81.4%
2. ニュース（NHK総合、12月31日 21:00-21:05）66.7%
3. プロレス・WWA世界選手権無制限一本勝負「デストロイヤー×力道山」（日本テレビ、5月24日）64.0%
4. ゆく年くる年（NHK総合、12月31日）57.4%
5. ボリショイサーカス（NHK総合、7月16日）55.3%
6. ベン・ケーシー（TBS、1月11日）50.6%
7. リングサイドアワー「海老原博幸×ポーン・キングピッチ」（フジテレビ、9月18日）47.8%
8. 事件記者（NHK総合、6月4日）47.1%
9. 世界バンタム級タイトルマッチ「エデル・ジョフレ×青木勝利」（TBS、4月4日）46.0%
10. 図々しい奴（TBS、8月5日、9月9日）45.1%
11. お笑い三人組（NHK総合、6月4日）44.2%
12. 歌謡浪曲ドラマ（NHK総合、1月1日）43.9%
13. - ディズニーランド（日本テレビ、1月11日）43.7%
  - ジェスチャー（NHK総合、5月21日）43.7%
14. ニュース（NHK総合、1月27日 17:35-17:40）41.8%
15. 月曜日の男（TBS、8月12日）40.9%
16. てなもんや三度笠（TBS、11月24日）40.5%
17. 若い季節（NHK総合、2月3日）40.3%
18. ドラマ・吾輩は猫である（NHK総合、1月1日）40.2%
19. 1963年歌くらべオールスター大行進（TBS、12月31日）39.9%

## テレビ番組

### テレビドラマ
NHK
- 大河ドラマ - 花の生涯
- 連続テレビ小説 - あかつき

日本テレビ系
- ぼうや（カラー）[35]
- 男嫌い（出演：越路吹雪、淡路恵子、岸田今日子、横山道代、坂本九 他）[35]
- 美しき嘘（主演：小畠絹子）
- エプロンおばさん（日本テレビ版第1期）（主演：藤村有弘）
- 台所太平記（主演：柳永二郎）

TBS系
- 図々しい奴（主演：丸井太郎）
- コメディフランキーズ（主演：フランキー堺）
- パパと歩こう（主演：佐野周二）

フジテレビ系
- 三匹の侍（主演：丹波哲郎、長門勇、平幹二朗、加藤剛）
- 姿三四郎
- 嫁ぐ日まで

NETテレビ系
- 鉄道公安36号

### 子供向けドラマ
NHK
- 中学生時代（NHK総合）

日本テレビ系
- おじいちゃま!!ハイ!（カラー）（主演：榎本健一）[35][36]
- ホラ、しあわせが（主演：香川京子）[35]
- 現代っ子[35]
- 白面剣士 牛若天狗 - 日本テレビ初のロート製薬一社提供番組
- 三波春夫の三五郎街道（主演：三波春夫）
- うちのママ姉ちゃん（読売テレビ、主演：中村メイコ）[35]
- 噂の錦四郎（読売テレビ）

TBS系
- 明星杉の子劇場 - ドラマの他、人形劇も放送
- 高杉晋作（朝日放送）（主演：宗方勝巳）

フジテレビ系
- わんぱく同盟
- 海の野郎ども（主演：中岡慎太郎）

NETテレビ系

### 特撮番組
- 宇宙Gメン（読売テレビ）
- 宇宙船XL-5→谷啓の宇宙冒険 （フジテレビ） - 海外の人形劇
- ウエスタン・マリオネット 魔法のけん銃（TBS） - 海外の人形劇

### テレビアニメ
- 宇宙家族（宇宙家族ジェットソン）（カラー）（NHK総合）- 米ABC制作[37]
- 鉄腕アトム（フジテレビ）
- バックス・バニー・ショー（毎日放送） - 海外作品。
- 銀河少年隊（NHK） - 人形劇との合成作品。
- ヘッケルとジャッケル（フジテレビ） - 海外作品。
- 仙人部落（フジテレビ）
- 鉄人28号（フジテレビ）
- エイトマン（TBS）
- 狼少年ケン（NETテレビ）
- ピーコック劇場（NETテレビ）
- ドラ猫大将（NETテレビ） - 海外作品。

### バラエティー番組
- テレビ演芸館（NHK総合）[38]
- 素敵なデイト→てんで素敵なショー（カラー）（日本テレビ）[35]
- 日立ファミリーステージ 圭三ビッグプレゼント（カラー）（日本テレビ）[35][36]
- 底ぬけ脱線ゲーム（6月12日放送開始。8月11日放送回よりカラー[39] ）（日本テレビ）[36]
- 7時半だよクレージー（フジテレビ）
- ピーコック・ショー（NETテレビ）
- がっちり買いまショウ（毎日放送）

### クイズ番組
- ロッテエスチャー（日本テレビ）
- マネましょう当てまショー（日本テレビ）
- 私のクイズ（1月11日放送開始。8月9日放送分からカラー[40] ）（日本テレビ）[35][36]
- いじわるクイズ時価1万円（フジテレビ）
- アップダウンクイズ（毎日放送）

### 音楽番組
- あなたのメロディー（カラー）（NHK総合）[6][7]
- たのしいうた（NHK総合）
- 歌おう世界の友よ（カラー）（NHK総合）[6][41]
- 百万ドルの饗宴（カラー）（日本テレビ）
- ミッチと歌おう（カラー）（NHK総合）- 米NBC制作番組[6]

### トーク番組
- 裕次郎アワー 今晩は裕次郎です（カラー）（日本テレビ）[36]
- 夫婦善哉（テレビ版）（朝日放送）

### 教育・教養・ドキュメンタリー番組
- 明るい農村（NHK総合）
- ドレミファ船長（NHK教育）
- たのしいひる休み（NHK教育）
- 日本の歴史（NHK教育）
- わたしたちの社会（NHK教育）
- 高校生の広場（NHK教育）
- みんなの科学（NHK教育）
- ロンパールーム（日本テレビ）
- さくらんぼ教室（中部日本放送）
- 中華人民共和国（NHK総合）- 12月26～28日[4]

### 料理番組
- キユーピー3分クッキング（日本テレビ）[注 3]

### 紀行番組
- 新日本紀行（NHK総合）
- ふるさと紀行（東海テレビ）

### 特別番組
- 第6回NHK全国図画コンクール（NHK総合）
  - 各地方コンクール入選発表（各地方別に放送。関東甲信越地方コンクールのみカラー）- 8月25日放送[42][43]
  - 全国図画コンクール入選発表（カラー）- 10月13日放送[42][44]
  - 全国図画コンクール受賞者のつどいと入選作品展（カラー）- 11月3日放送[注 16][42][45]
- 東京国際スポーツ大会（開会式のみカラー）（NHK総合）[22]

### 既存番組のカラー化
年内開始番組を除く
- チロリン村とくるみの木（NHK総合）- 4月1日放送分（第558回）より[46]
- ものしり博士（NHK総合）- 4月6日放送分より[47][48]
- 危険信号（NHK総合）- 4月7日放送分より[49]
- 歌のグランプリショー（日本テレビ）- 8月11日放送分より（当初は後楽園ホールでの公開放送のみ）[39]